# Erich Langjahr (Fußballspieler)
Erich Langjahr (* 7. November 1920; † unbekannt) war ein deutscher Fußballspieler.

## Sportlicher Werdegang
Langjahr debütierte Anfang der 1940er Jahre für den Stuttgarter SC im Erwachsenenbereich, für den er in der Gauliga Württemberg auflief. Nach dem Abstieg des Klubs aus der höchsten Spielklasse im seinerzeit stark regional organisierten Fußball am Ende der Spielzeit 1941/42 spielte er noch kurzzeitig für den Klub in der zweitklassigen Bezirksklasse Württemberg, ehe er zum erstklassigen Lokalrivalen VfB Stuttgart wechselte. Für den spielte er auch in der Gauliga Württemberg, die jedoch zunehmend im Einfluss des Zweiten Weltkriegs stand und in der Spielzeit 1944/45 vorzeitig abgebrochen wurde. Nach Kriegsende spielte er für den Klub in der Oberliga Süd, wo er in der Spielzeit 1945/46 Oberligameister wurde. Bis 1949 lief er für die „Roten“ auf und wechselte dann innerhalb der Stadt zu den Stuttgarter Kickers. Für die „Blauen“ stand er in der Spielzeit 1949/50 an der Seite von unter anderem Edmund Conen, Johann Herberger, Siegfried Kronenbitter, Egon Stehlik und Karl Witt auf dem Platz, als der Klub erstmals in der Vereinsgeschichte aus der höchsten Spielklasse abstieg. Daraufhin schloss er sich dem Liganeuling SSV Reutlingen 05 an, der jedoch in der Spielzeit 1950/51 ebenso in der Oberliga den Klassenerhalt verpasste. Noch zwei Spielzeiten lief er für den Verein in der II. Division Süd auf, anschließend ließ er nach einer Spielzeit beim FV Union Böckingen ab 1954 beim VfB Sontheim und dem ASV Botnang die Karriere ausklingen.